# Elisabetta Carlotta di Borbone-Orléans
Elisabetta Carlotta di Borbone-Orléans (Saint-Cloud, 13 settembre 1676 – Commercy, 23 dicembre 1744) fu una Principessa del sangue francese e petite-fille de France per nascita. Nota come Mademoiselle de Chartres dalla nascita, divenne Duchessa consorte di Lorena, Bar e Teschen per matrimonio. Fu Suo jure Principessa di Commercy.
Tra i suoi figli vi furono Francesco Stefano, imperatore del Sacro Romano Impero, cofondatore del Casato degli Asburgo-Lorena

## Biografia

### Infanzia

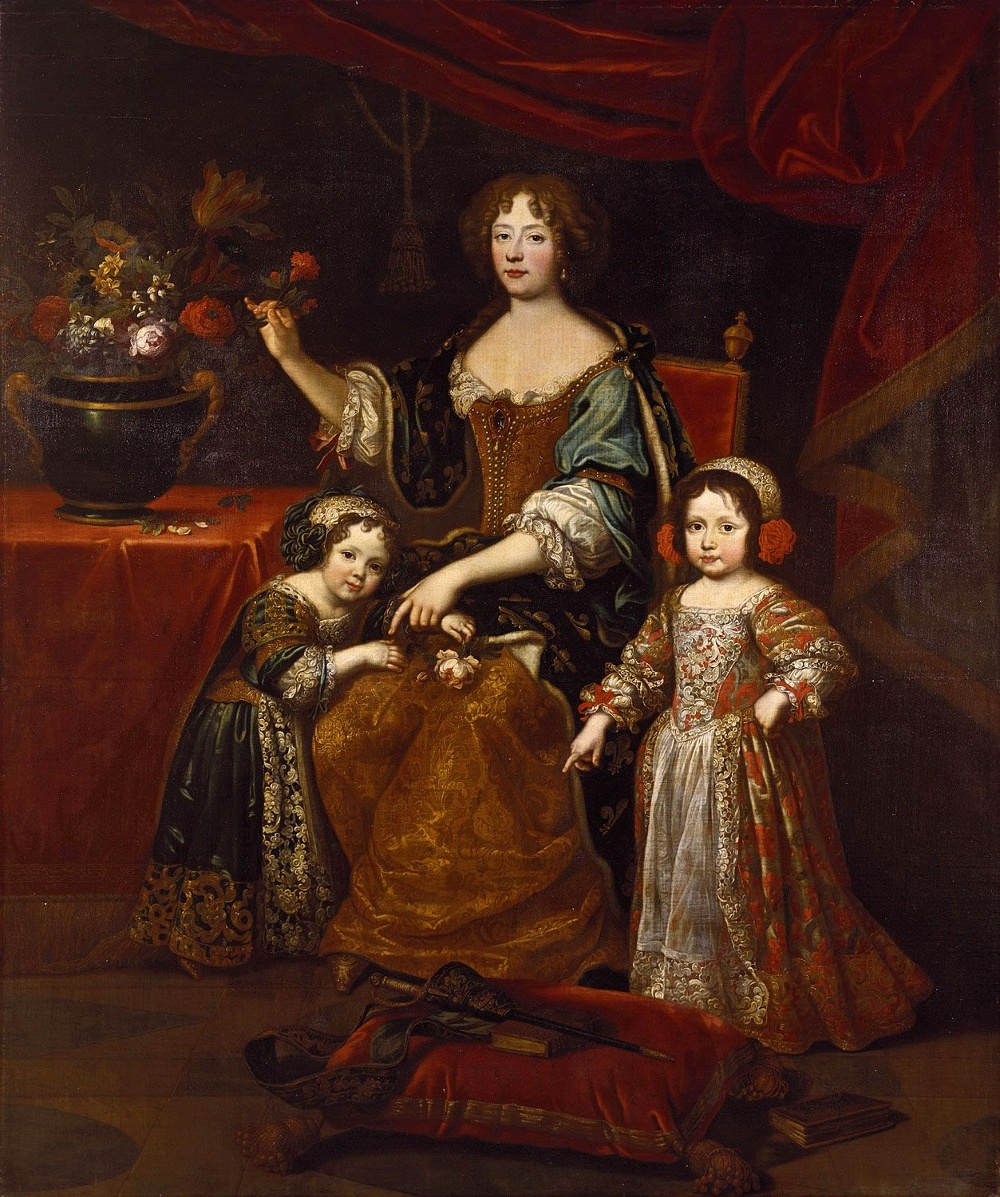
Mademoiselle con la madre Elisabetta Carlotta del Palatinato ed il fratello Filippo in un dipinto di Pierre Mignard

Elisabetta Carlotta, che nacque al Castello di Saint-Cloud fuori Parigi, fu l'unica figlia femmina di Filippo I, Duca d'Orléans, Monsieur, unico fratello del re Luigi XIV di Francia, e della sua seconda moglie Elisabetta Carlotta del Palatinato, Madame, figlia a sua volta di Carlo I Luigi, Elettore Palatino.
Come petite-fille de France, aveva il titolo di Altezza Reale così come il diritto di poter restare seduta in poltrona in presenza del Re.

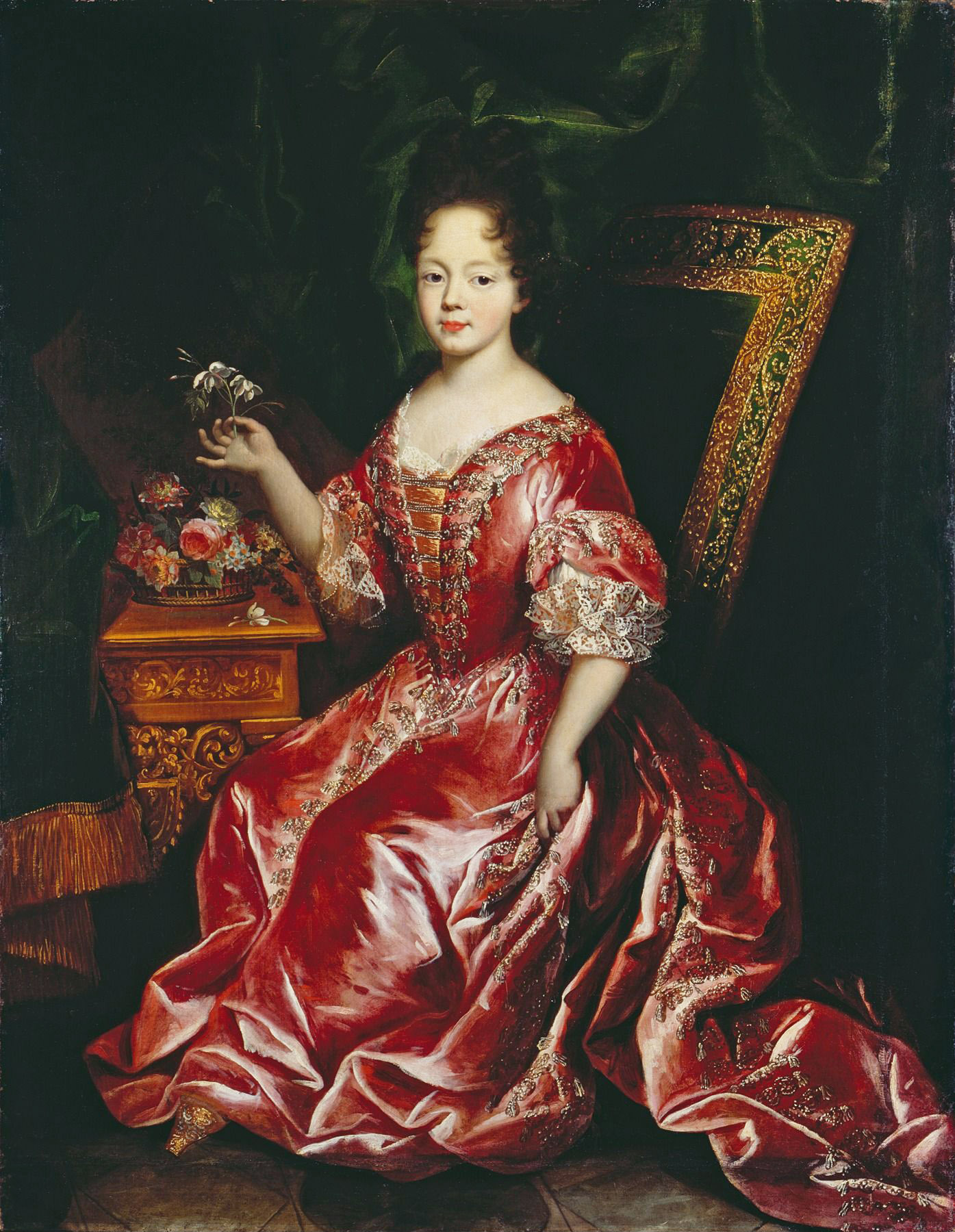
Elisabetta Carlotta ritratta nel 1680 da Louis Ferdinand Elle

Alla nascita le fu dato il titolo di cortesia di Mademoiselle de Chartres, preso da uno degli Appannaggi di suo padre. Dopo il matrimonio delle sue sorellastre maggiori Maria Luisa e Anna Maria, nate dal primo matrimonio di suo padre con Enrichetta Anna d'Inghilterra, divenne conosciuta come Madame Royale in base al suo status di principessa di più alto rango non sposata in Francia.
Da piccola fu definita dalla madre, "terribilmente selvaggia" e "rude come un ragazzo"; con dispiacere di suo padre, ereditò i modi molto schietti di sua madre.

### Matrimonio

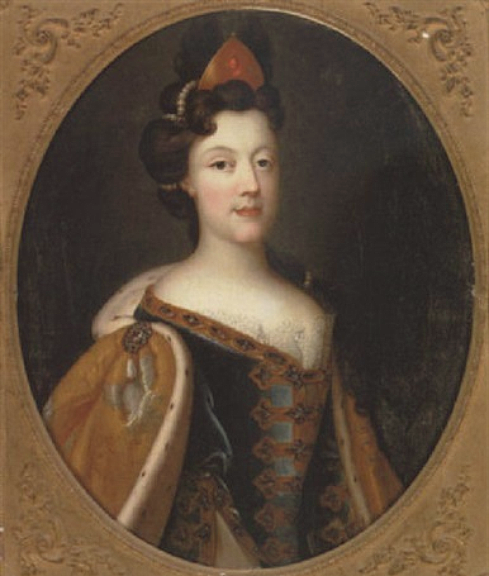
Un ritratto di scuola francese raffigurante Madame Royale

La madre voleva che ella facesse un matrimonio di prestigio come quello delle sue sorelle. Quando la moglie di suo cugino la Dauphine suggerì che avrebbe potuto sposare suo fratello minore Giuseppe Clemente di Baviera, Elisabetta Carlotta disse:

Non sono fatta, madame, per un figlio minore (je ne suis pas faite, madame, pour un cadet).

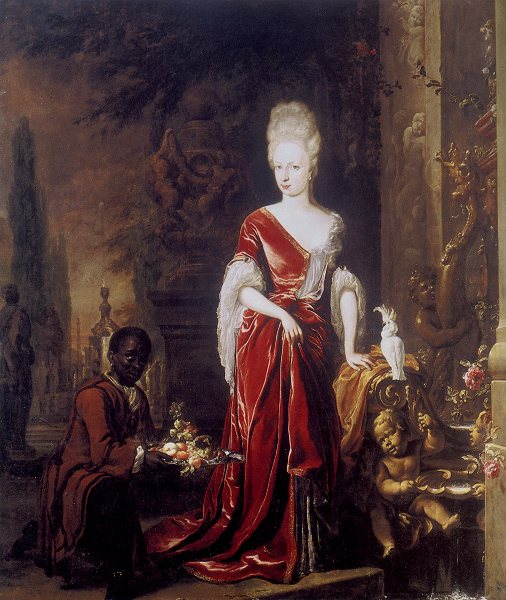
La Petite-fille de France ritratta da Jan Weenix nel 1697

Dato che come sua madre disprezzava i figli illegittimi del re, le probabilità di una tale alleanza erano remote, tuttavia, nel 1692, con 'orrore' della Duchessa d'Orléans, una tale unione si verificò quando suo fratello, il Duca di Chartres sposò Françoise Maria di Borbone, la figlia minore legittimata di Luigi XIV e Madame de Montespan.
La madre di Elisabetta inizialmente voleva che sua figlia sposasse il re Guglielmo III d'Inghilterra, che era vedovo della regina Maria II d'Inghilterra ma, a causa delle differenze religiose poiché Guglielmo era protestante, il matrimonio non si realizzò.

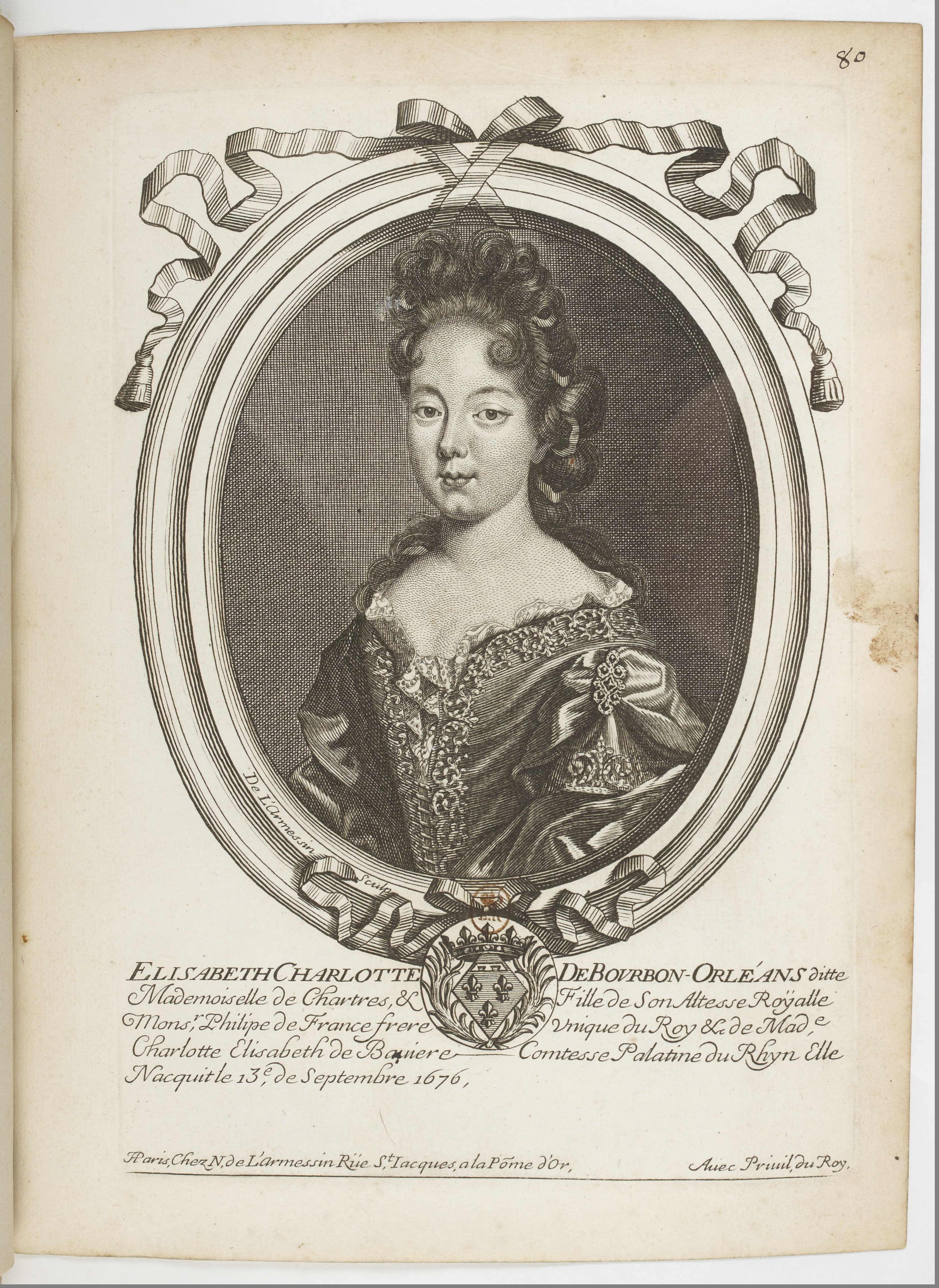
Elisabetta Carlotta in una stampa d'epoca

Altri candidati considerati furono l'imperatore Giuseppe I, Giuseppe fu altamente considerato e il matrimonio poteva avere luogo, l'unione sarebbe stato un modo per riconciliare i Borbone e i loro tradizionali rivali, gli Asburgo. Anche il vedovo, suo cugino primo, Monseigneur Delfino di Francia, era tenuto in conto, così come suo figlio, Luigi di Francia, e un altro cugino, il legittimato Louis-Auguste de Bourbon, duca del Maine, figlio primogenito di Luigi XIV e Madame de Montespan. Quest'ultima possibilità, con grande sollievo di Madame non si verificò in quanto il Duca del Maine sposò Mademoiselle de Charolais nel maggio del 1692.

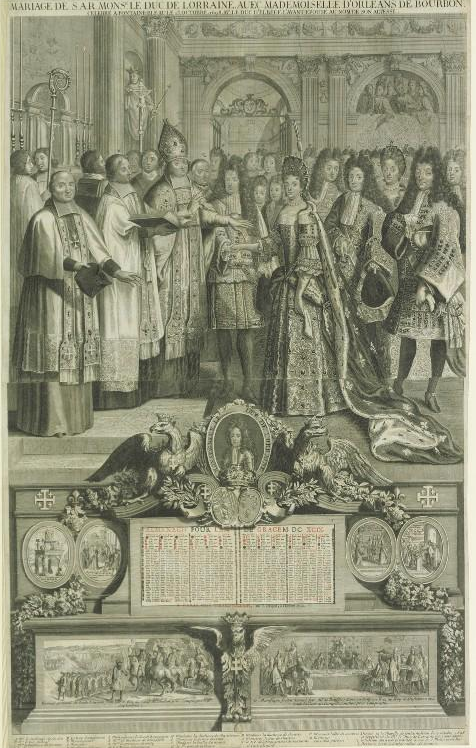
Il matrimonio di Mademoiselle Elisabetta Carlotta a Castello di Fontainebleau

Elisabetta Carlotta, infine, il 13 ottobre 1698 presso il Castello di Fontainebleau sposò Leopoldo, duca di Lorena, figlio di Carlo V, duca di Lorena, e dell'arciduchessa Eleonora Maria Giuseppina d'Austria.
Il matrimonio era una conseguenza del Trattato di Ryswick, una delle sue condizioni è che il Ducato di Lorena, che era stato per molti anni in possesso della Francia, venisse restituito a Leopoldo Giuseppe, figlio di Carlo V, duca di Lorena. Così, Elisabetta Carlotta non era che uno strumento per cementare il trattato di pace. Sua madre più tardi disse di sua figlia "è stata una vittima di guerra".

### Duchessa di Lorena

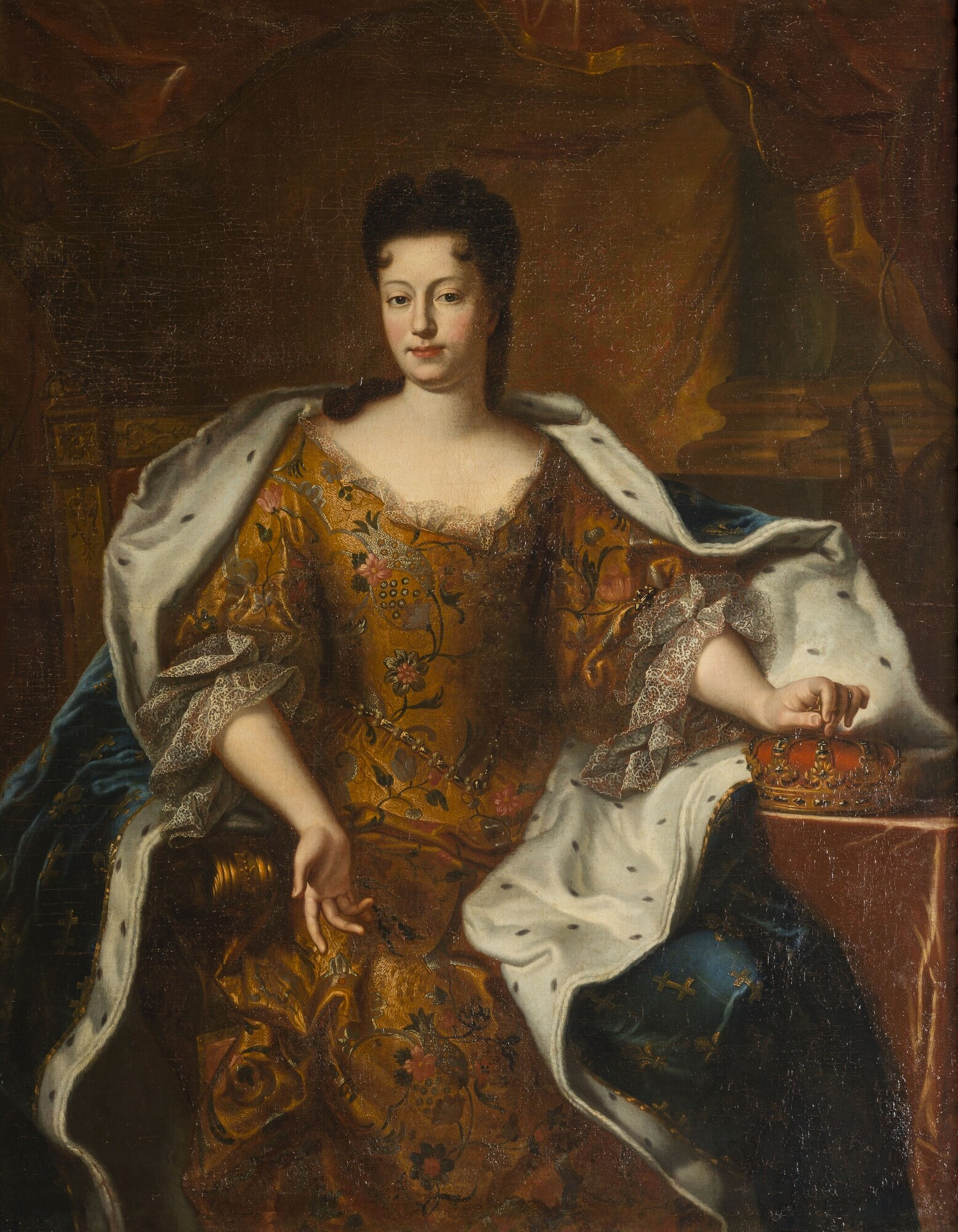
Elisabetta Carlotta, duchessa di Lorena in un ritratto di Pierre Gobert

Il matrimonio era visto come un partito brillante dal Casato di Lorena, ma fu considerato da alcuni come un rango non meritato di una petite-fille de France. Nonostante ciò, la Casa di Lorena ricevette una dote di 900.000 Livre. Così, molte onorificenze suscitarono la gelosia degli altri membri della famiglia reale, e, prendendo il pretesto della morte di un figlio del Duca di Maine, alcune principesse pretesero di partecipare alla cerimonia di matrimonio per procura in abito di lutto.
Dopo il matrimonio di Elisabetta Carlotta, la nipote Luisa Adelaide d'Orléans, nata il 13 agosto 1698, assunse lo stile di Mademoiselle de Chartres.

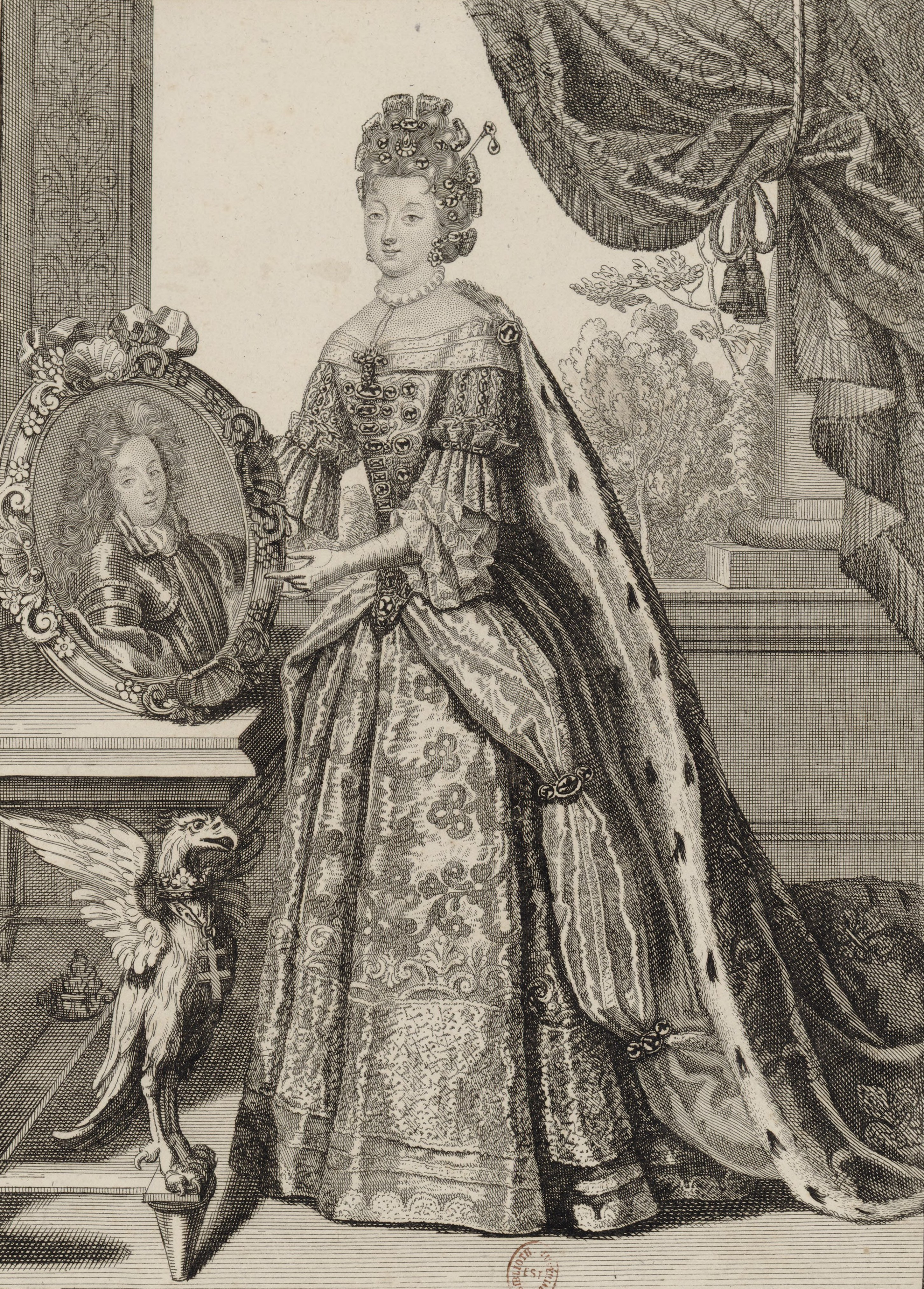
La Duchessa regge in mano un medaglione con l'effige di Leopoldo di Lorena

Con sorpresa di tutti, quella che era stata prevista come un'unione infelice si rivelò essere un matrimonio d'amore e di felicità. Con la nascita dei suoi figli, Elisabetta Carlotta mostrò grande istinto materno e un carattere di natura assistenziale.
Il matrimonio produsse tredici figli, cinque dei quali sopravvissuti fino all'età adulta. Tre di loro morirono entro una settimana nel maggio del 1711 a causa di un'epidemia di vaiolo scoppiata al Castello di Lunéville, la residenza di campagna del Duca di Lorena.

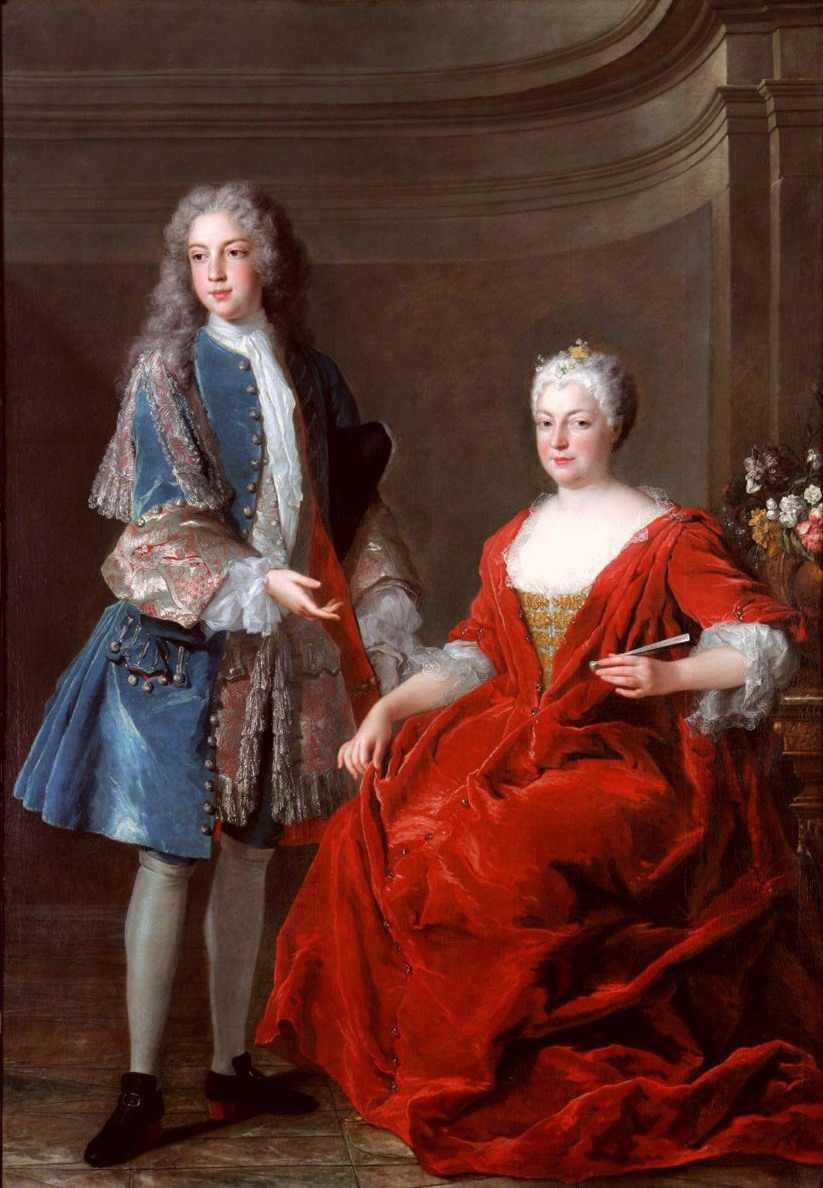
Elisabetta Carlotta con il figlio Francesco Stefano

Dopo dieci anni, però, il marito riversò le sue attenzioni verso Anne-Marguerite de Lignéville, princesse de Beauvau. Imbarazzata, Elisabetta Carlotta, su consiglio della madre rimase in silenzio e continuò a vivere nel castello di Lunéville con il marito e la sua amante. Dopo che la liaison del marito finì, la coppia ebbe altri cinque figli, uno dei quali, Francesco Stefano di Lorena, sarebbe diventato il consorte dell'imperatrice Maria Teresa d'Austria e il padre, fra gli altri, della regina Maria Antonietta.
Nel giugno del 1701, suo padre morì dopo aver avuto un'accesa discussione con Luigi XIV a Versailles sul Duca di Chartres. Suo fratello divenne quindi il nuovo Duca di Orléans e capo della Casa d'Orléans. Sua madre fu lasciata in balia di Luigi XIV, che le proibì di recarsi all'estero . Come risultato, Elisabetta Carlotta poteva far visita a sua madre quando andava a Versailles. Nonostante questo, Elisabetta Carlotta e la madre si incontravano e si mantenevano in contatto tramite lettere. La loro corrispondenza andò distrutta in un incendio al castello di Lunéville nel 1719.

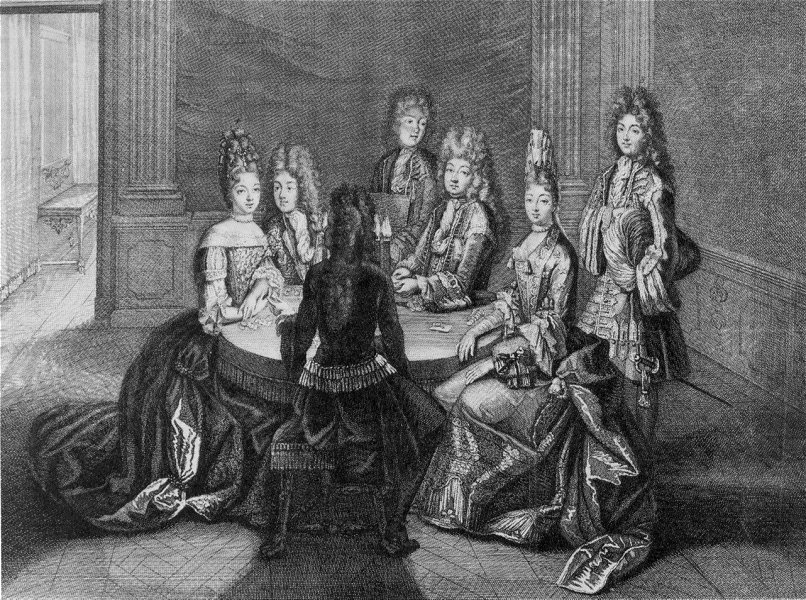
Elisabetta Carlotta intenta a giocare a carte con alcuni nobili a Versailles

Alla morte di Luigi XIV di Francia nel 1715, suo fratello maggiore divenne il Reggente di Francia per il piccolo re Luigi XV di cinque anni. Nel 1718, durante una breve visita alla corte di Francia a Parigi, sua nipote, la Duchessa vedova di Berry, le fece una splendida accoglienza al Palais du Luxembourg, con una cena in suo onore che comprendeva 132 antipasti, 32 zuppe, 60 primi piatti, 130 entremets caldi, 60 entremets freddi, 72 ronds plats, 82 piccioni, 370 pernici e fagiani e 126 animelle. Il dessert consisteva di 100 cestini di frutta fresca, 94 cesti di frutta secca, 50 piatti di frutta glacée e 106 composte. L'evento fu considerato uno dei più lussuosi della stagione.
Dopo aver lasciato la Francia, il marito ricevette il titolo di Altezza Reale, dato a principi stranieri alla corte di Francia, la Casa di Lorena era considerata un Prince étranger.

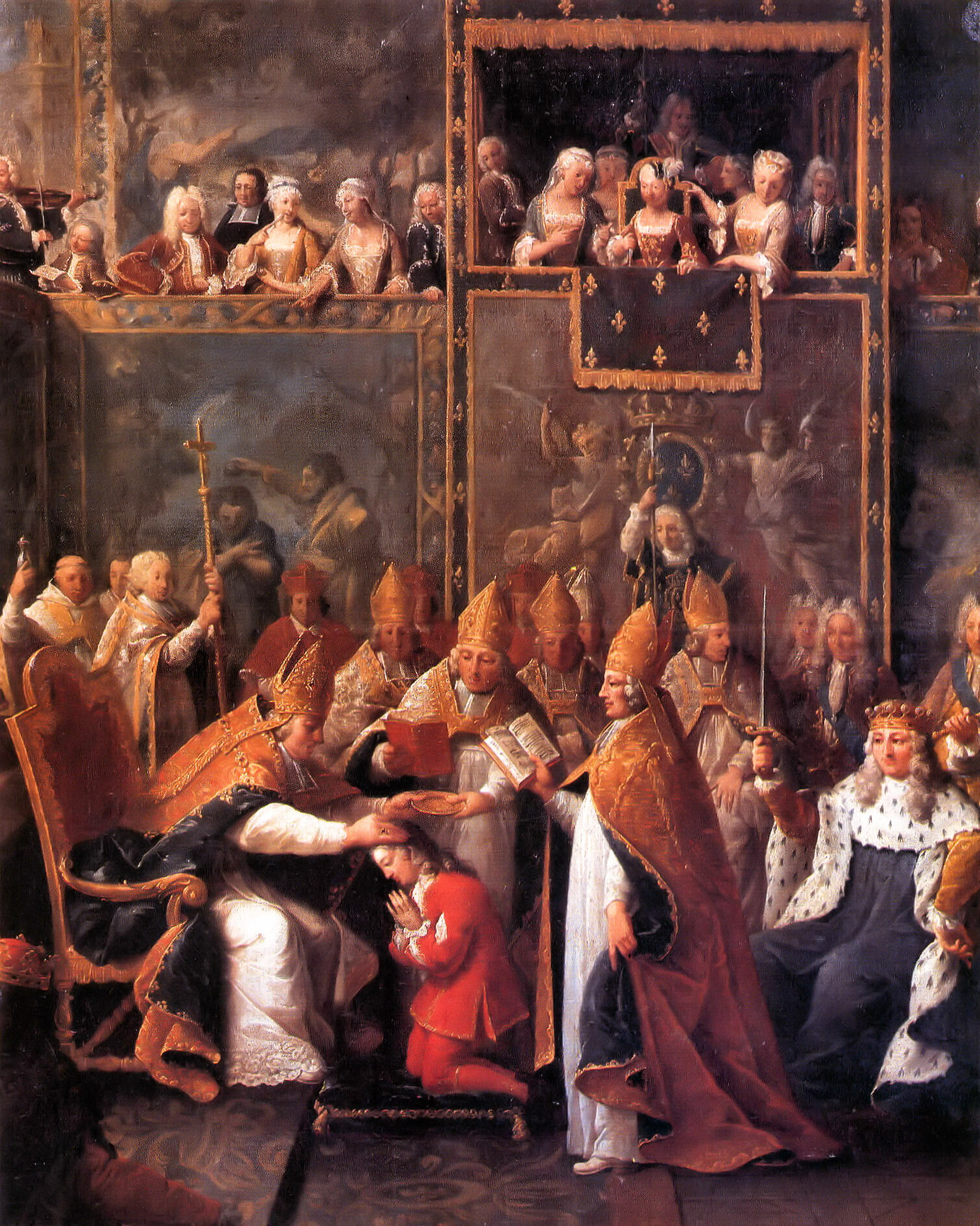
L'incoronazione di Luigi XV nella Cattedrale di Reims.

Luigi XV fu incoronato re di Francia nella Cattedrale di Reims, il 25 ottobre 1722. L'occasione fu l'unica per Anna Carlotta, figlia minore di Elisabetta Carlotta, di conoscere la nonna che morì poche settimane dopo, l'8 dicembre; il fratello di Elisabetta Carlotta morì un anno dopo la morte della loro madre, il 2 dicembre 1723.

### Reggente di Lorena

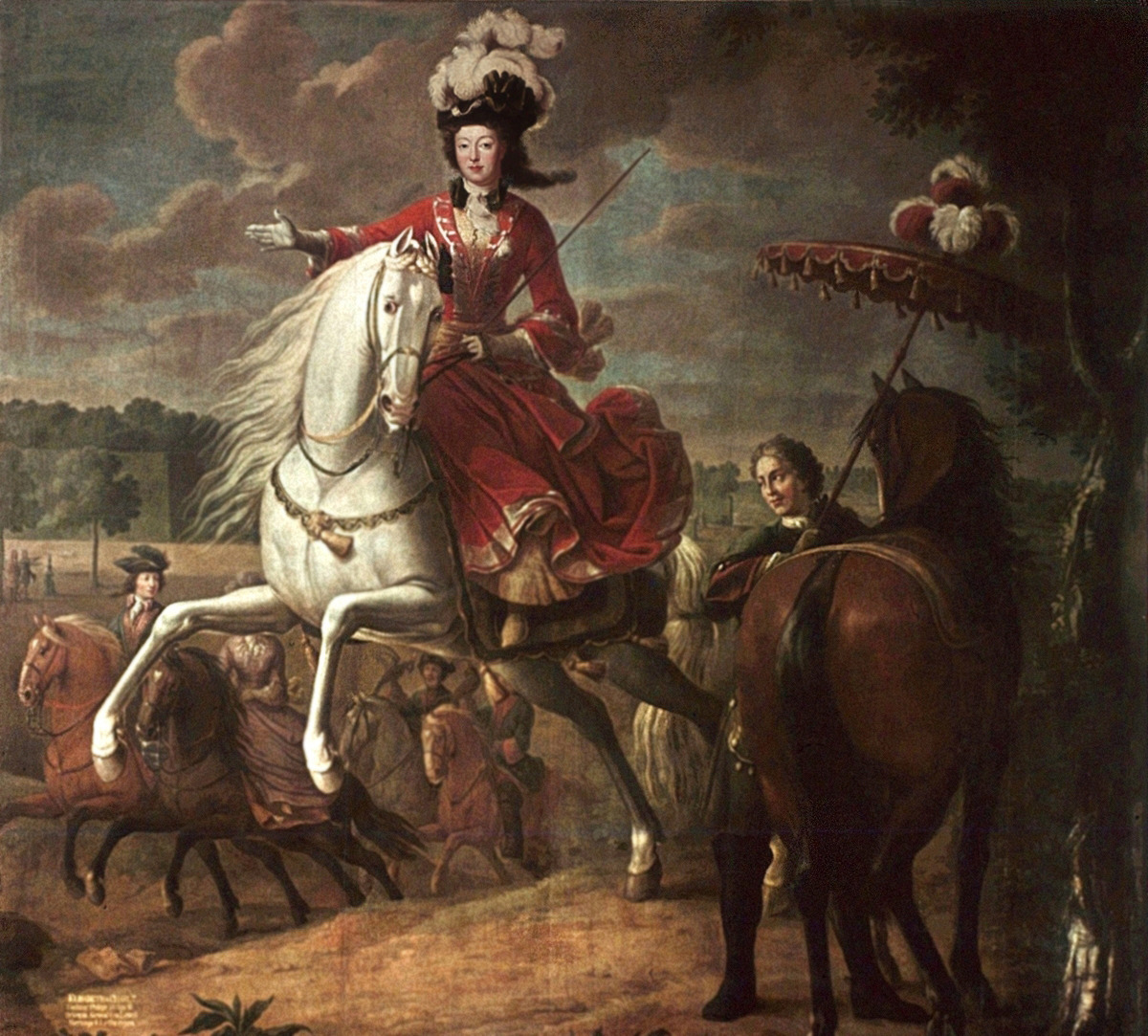
Ritratto equestre di Elisabetta Carlotta conservato ad Innsbruck

Suo marito morì nel 1729, lasciando la moglie in qualità di Reggente di Lorena per il loro figlio, Francesco Stefano di Lorena. Dopo essere stato educato a Vienna, Francesco Stefano ritornò in Lorena nel 1737, ponendo fine al mandato di sua madre come reggente.
Elisabetta Carlotta cercò di fidanzare la figlia minore Anna Carlotta al re Luigi XV, questo progetto fallì a causa degli intrighi del Duca di Borbone; Elisabetta Carlotta tentò poi di organizzare il matrimonio della figlia con il suo primo cugino Luigi, duca di Orléans, che era rimasto da poco vedovo, ma Luigi d'Orléans rifiutò.

### Principessa di Commercy

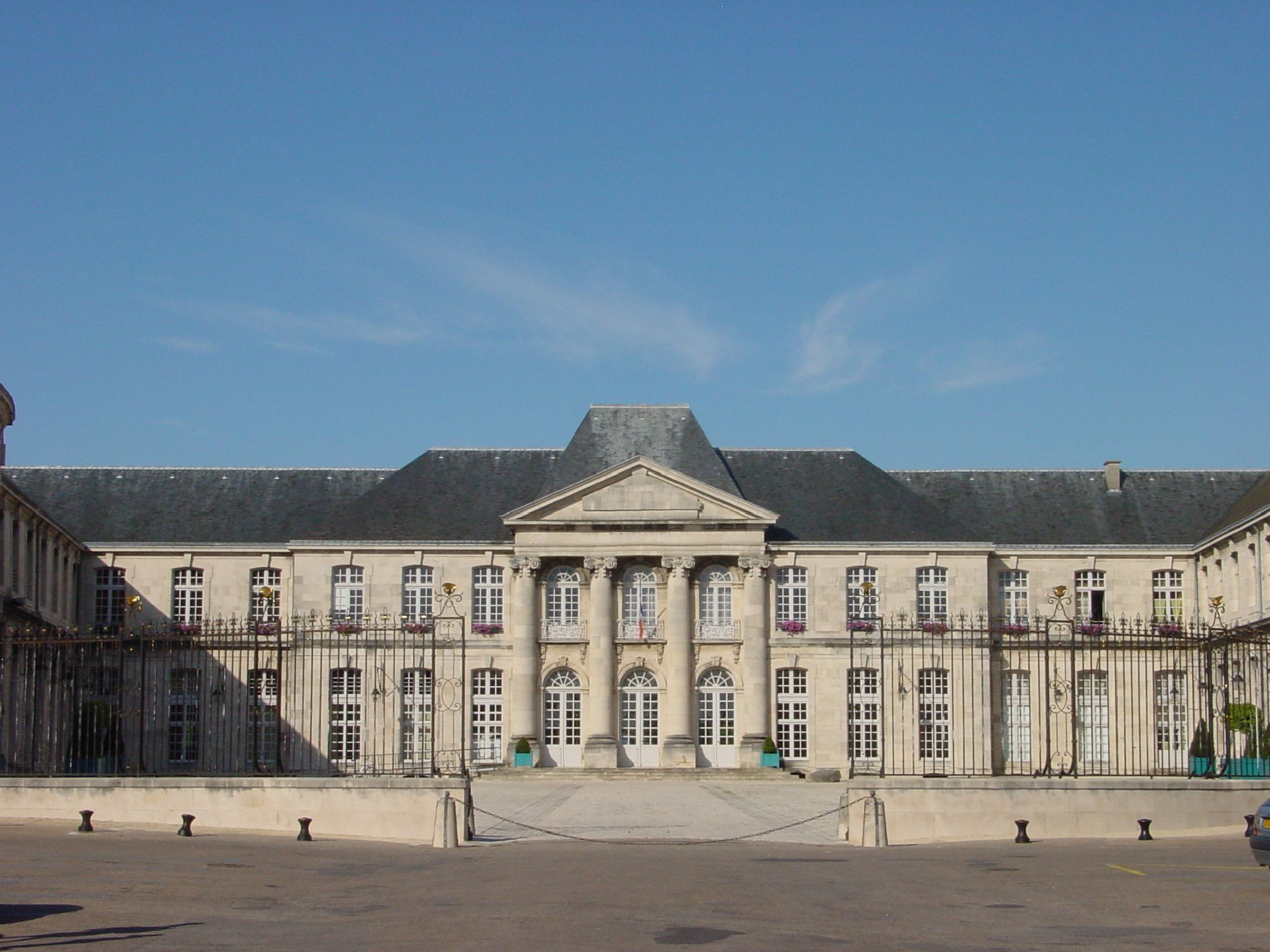
Il Castello di Commercy dove morì nel 1744

Incapace di impedre al figlio di rinunciare al Ducato di Lorena in favore di Stanislao Leszczyński quando sposò Maria Teresa d'Austria, erede degli Asburgo, Elisabetta Carlotta si trasferì nello Château d'Haroué nella vicina Commercy, che per lei fu trasformato in un principato sovrano da godere durante i suoi anni di vedovanza.

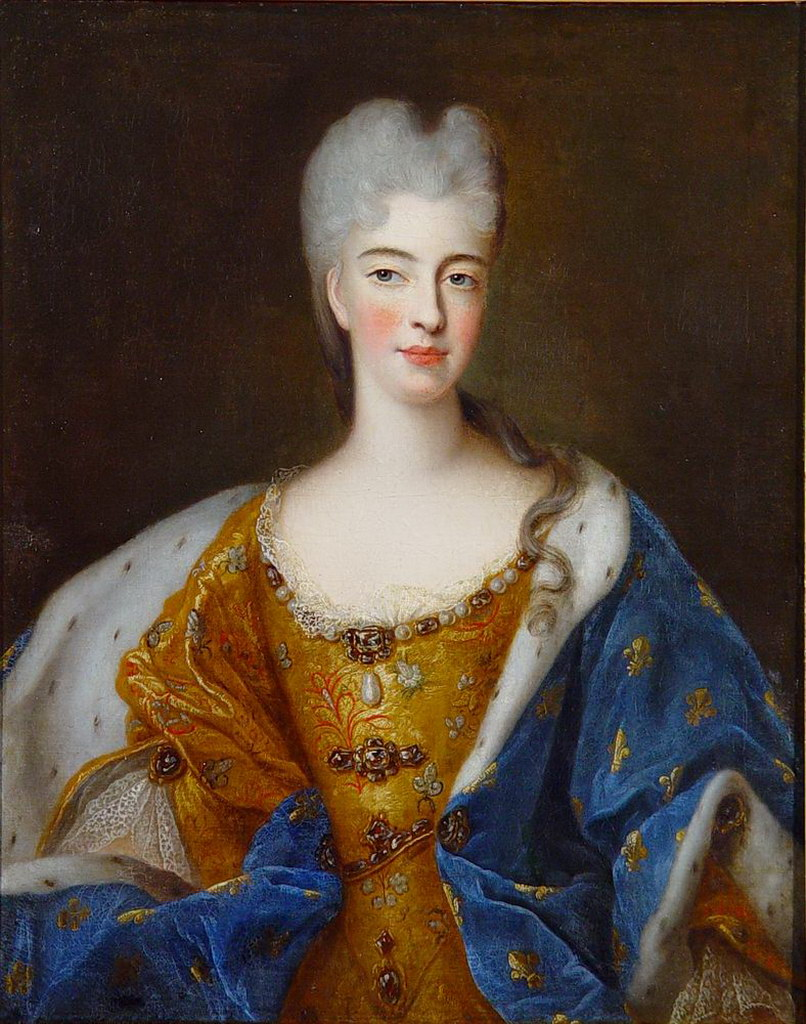
La Principessa di Commercy ritratta dal Gobert

Nel 1737, sua figlia Elisabetta Teresa sposò Carlo Emanuele III di Sardegna. Elisabetta Teresa, morì di parto nel 1741 dopo aver dato alla luce il nipote di Elisabetta Carlotta, Benedetto, duca di Chiablese.
Il 7 gennaio 1744, il figlio minore, Carlo Alessandro di Lorena contrasse un "matrimonio d'amore" con l'Arciduchessa Maria Anna d'Austria, che morì di parto il 16 dicembre 1744.

### Morte

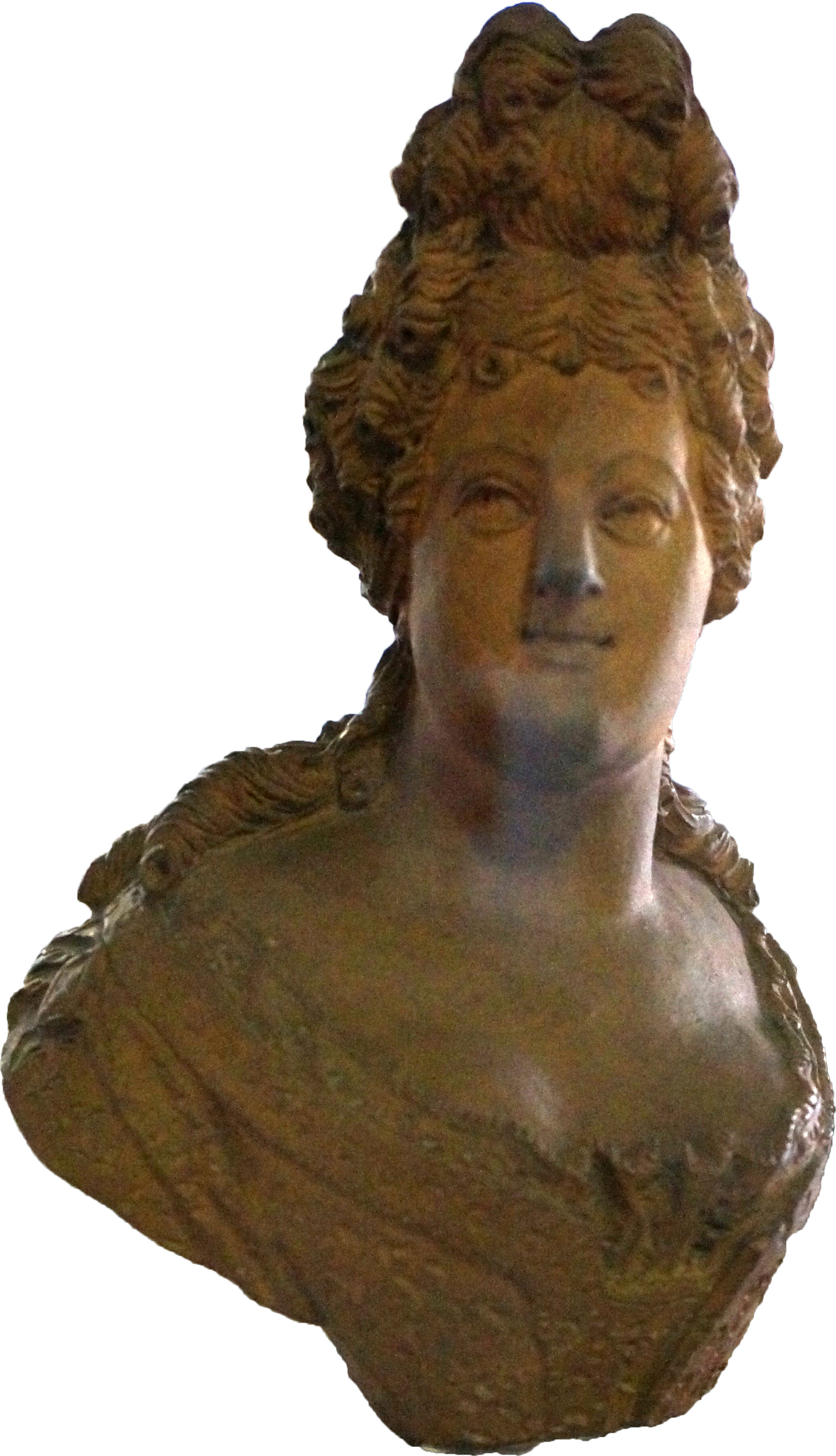
Un busto di Elisabetta Carlotta d'Orléans

Elisabetta Carlotta morì per un ictus il 23 dicembre 1744, una settimana dopo la sua nuora e nipote, all'età di sessantotto anni. Fu l'ultima dei suoi fratelli a morire ed era sopravvissuta a dieci dei suoi tredici figli. Nove mesi dopo la sua morte, suo figlio Francesco Stefano divenne imperatore del Sacro Romano Impero.
Fu sepolta nella cappella funeraria dei duchi di Lorena, nella chiesa di Saint-François-des-Cordeliers a Nancy.

### Eredità

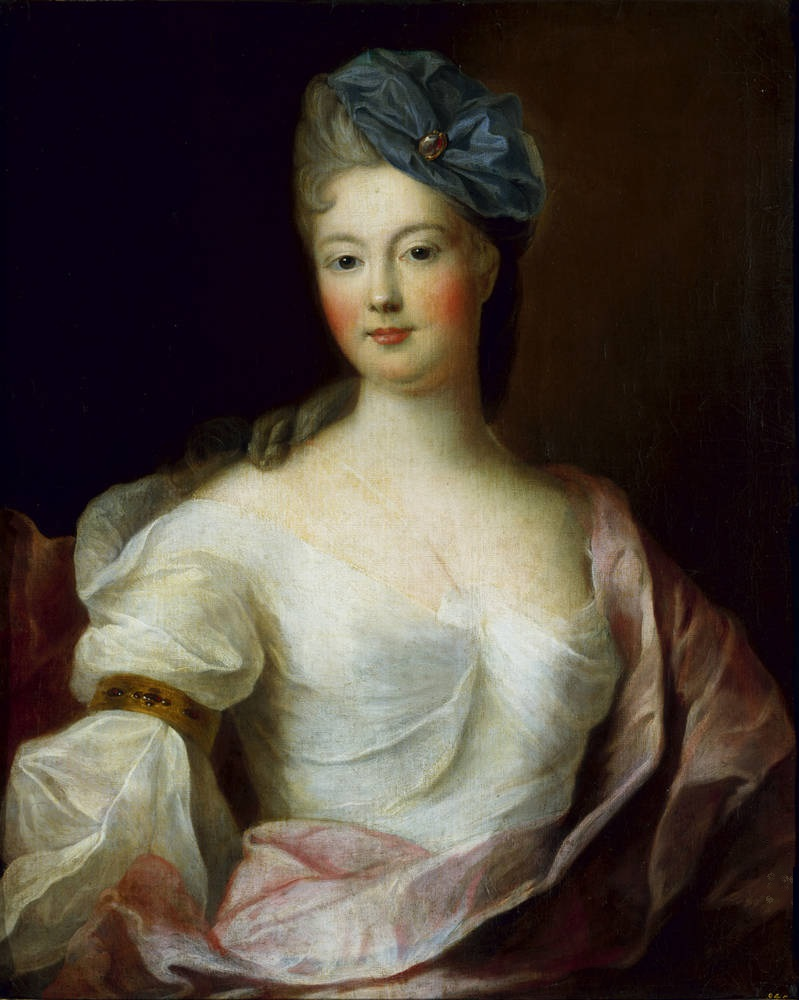
Ritratto di Elisabetta Carlotta di Borbone-Orléans
Pierre Gobert, Gemäldegalerie Alte Meister (1707)

Elisabetta Carlotta autorizzò la costruzione di un ospedale nella città di Bruyères.
Nel 1730, offrì alla chiesa di Mattaincourt il santuario di legno dorato per le reliquie di Pierre Fourier, l'ex parroco che era stato beatificato il 29 gennaio 1730. La moderna basilique Saint-Pierre-Fournier è stata costruita nel 1853 sul sito della ex chiesa.

## Curiosità

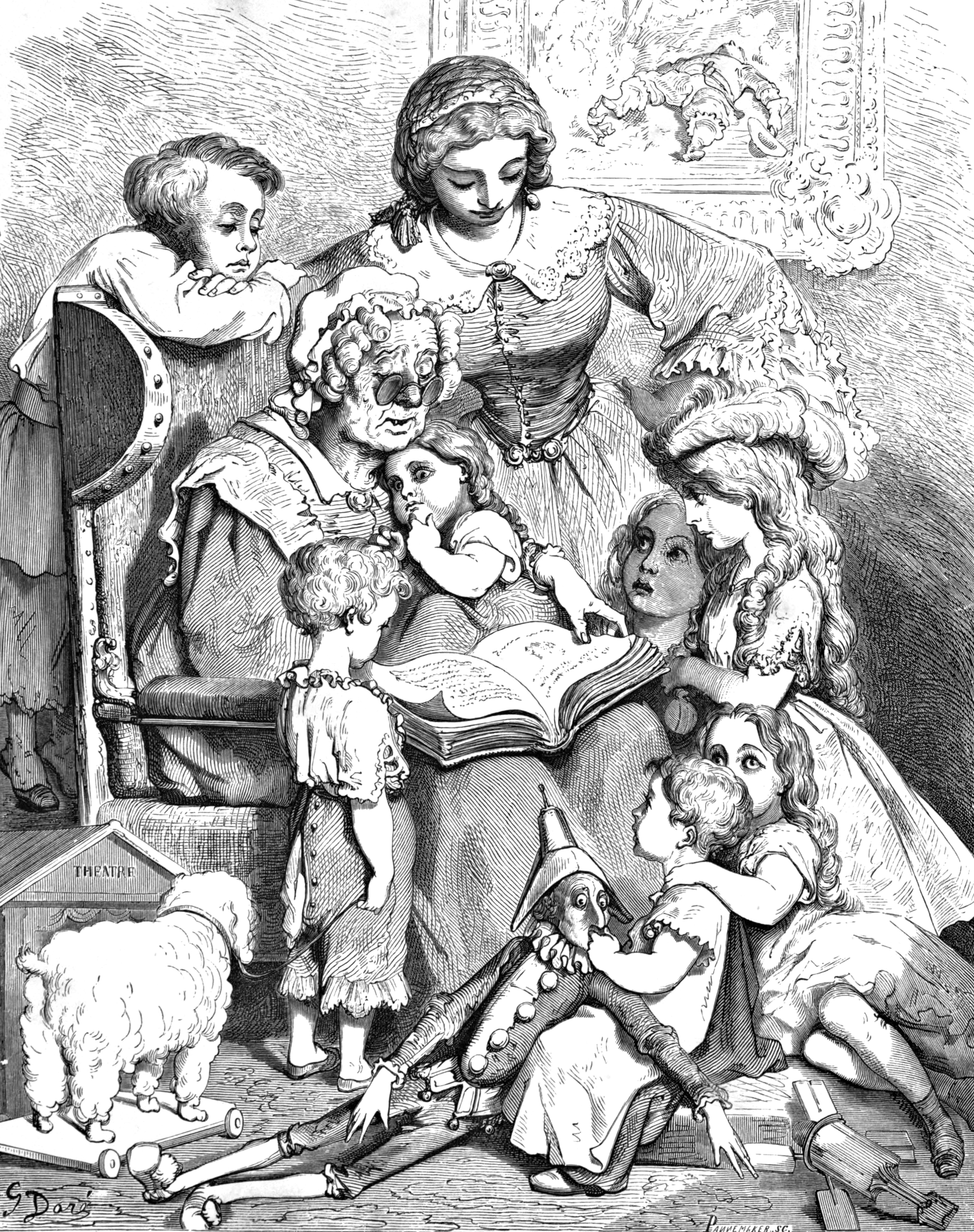
Mamma Oca in un'illustrazione di Gustave Doré

Nel 1696, lo scrittore francese Charles Perrault dedicò Les Contes de ma mère l'Oye, ("I racconti di Mamma Oca") ad Elisabetta Carlotta (designata come Mademoiselle), che allora aveva diciannove anni.

## Discendenza

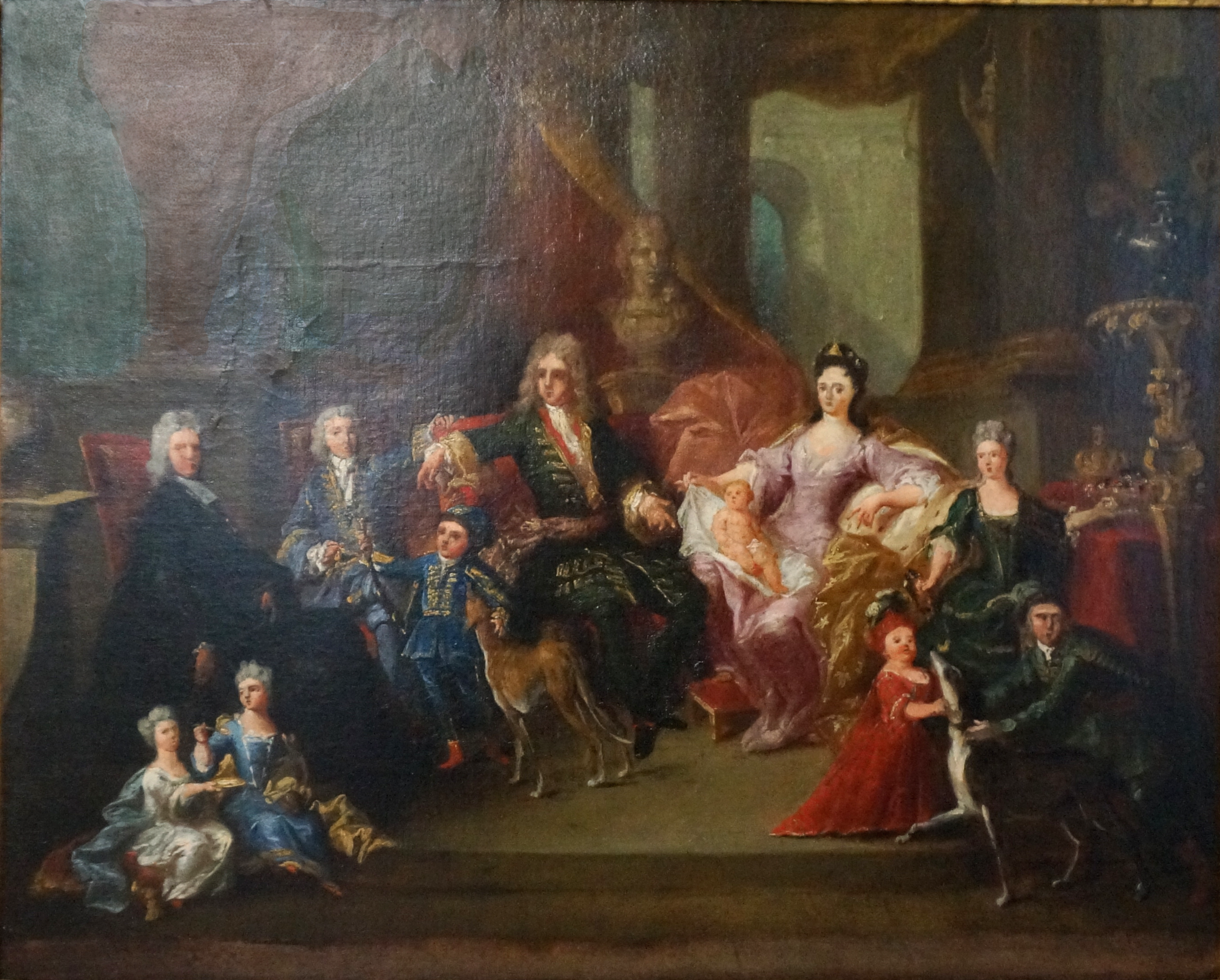
La famiglia di Elisabetta Carlotta e Leopoldo, duca di Lorena nel 1710 di Jacques Van Schuppen

Leopoldo di Lorena ed Elisabetta Carlotta ebbero 15 figli:
- Leopoldo, Principe Ereditario di Lorena (26 agosto 1699 – 2 aprile 1700);
- Principessa Elisabetta Carlotta di Lorena (21 ottobre 1700 – 4 maggio 1711);
- Principessa Luisa Cristina di Lorena (13 novembre 1701 – 18 novembre 1701);
- Principessa Maria Gabriella Carlotta di Lorena (30 dicembre 1702 – 11 maggio 1711);
- Luigi, Principe Ereditario di Lorena (28 gennaio 1704 – 10 maggio 1711);
- Principessa Giuseppina Gabriella di Lorena (16 febbraio 1705 – 25 marzo 1708);
- Principessa Gabriella Luisa di Lorena (4 marzo 1706 – 13 giugno 1710);
- Leopoldo Clemente, Principe Ereditario di Lorena (25 aprile 1707 – 4 giugno 1723);
- Francesco Stefano, Imperatore del Sacro Romano Impero (8 dicembre 1708 – 18 agosto 1765), sposò l'Arciduchessa Maria Teresa d'Austria;
- Principessa Eleonora di Lorena (4 giugno 1710 – 28 luglio 1710);
- Principessa Elisabetta Teresa di Lorena (15 ottobre 1711 – 3 luglio 1741), sposò Carlo Emanuele III di Savoia;
- Principe Carlo Alessandro di Lorena (12 dicembre 1712 – 4 luglio 1780), sposò l'Arciduchessa Maria Anna d'Austria;
- Principessa Anna Carlotta di Lorena (17 maggio 1714 – 7 novembre 1773);
- Figlia nata morta (*/† 28 novembre 1718).

## Ascendenza
|                                        |                           |                                       | Genitori                             |  |  | Nonni |  |  | Bisnonni             |  |  | Trisnonni          |  |
|                                        |                           |                                       |                                      |  |  |       |  |  | Enrico IV di Francia |  |  | Antonio di Borbone |  |
|                                        |                           |                                       |                                      |  |  |       |  |  | Enrico IV di Francia |  |  | Antonio di Borbone |  |
|                                        |                           | Giovanna III di Navarra               |                                      |  |  |       |  |  | Enrico IV di Francia |  |  |                    |  |
| Luigi XIII di Francia                  |                           |                                       |                                      |  |  |       |  |  | Enrico IV di Francia |  |  |                    |  |
|                                        |                           | Maria de' Medici                      | Francesco I de' Medici               |  |  |       |  |  |                      |  |  |                    |  |
|                                        |                           | Maria de' Medici                      | Francesco I de' Medici               |  |  |       |  |  |                      |  |  |                    |  |
|                                        |                           | Maria de' Medici                      | Giovanna d'Austria                   |  |  |       |  |  |                      |  |  |                    |  |
| Filippo I di Borbone-Orléans           |                           | Maria de' Medici                      |                                      |  |  |       |  |  |                      |  |  |                    |  |
|                                        |                           | Filippo III di Spagna                 | Filippo II di Spagna                 |  |  |       |  |  |                      |  |  |                    |  |
|                                        |                           | Filippo III di Spagna                 | Filippo II di Spagna                 |  |  |       |  |  |                      |  |  |                    |  |
|                                        |                           | Filippo III di Spagna                 | Anna d'Austria                       |  |  |       |  |  |                      |  |  |                    |  |
| Anna d'Austria                         |                           | Filippo III di Spagna                 |                                      |  |  |       |  |  |                      |  |  |                    |  |
|                                        |                           | Margherita d'Austria-Stiria           | Carlo II d'Austria                   |  |  |       |  |  |                      |  |  |                    |  |
|                                        |                           | Margherita d'Austria-Stiria           | Carlo II d'Austria                   |  |  |       |  |  |                      |  |  |                    |  |
|                                        |                           | Margherita d'Austria-Stiria           | Maria Anna di Baviera                |  |  |       |  |  |                      |  |  |                    |  |
| Elisabetta Carlotta di Borbone-Orléans |                           | Margherita d'Austria-Stiria           |                                      |  |  |       |  |  |                      |  |  |                    |  |
|                                        | Federico V del Palatinato | Federico IV del Palatinato            |                                      |  |  |       |  |  |                      |  |  |                    |  |
|                                        | Federico V del Palatinato | Federico IV del Palatinato            |                                      |  |  |       |  |  |                      |  |  |                    |  |
|                                        | Federico V del Palatinato | Luisa Giuliana di Nassau              |                                      |  |  |       |  |  |                      |  |  |                    |  |
| Carlo I Luigi del Palatinato           | Federico V del Palatinato |                                       |                                      |  |  |       |  |  |                      |  |  |                    |  |
|                                        |                           | Elisabetta Stuart                     | Giacomo I d'Inghilterra              |  |  |       |  |  |                      |  |  |                    |  |
|                                        |                           | Elisabetta Stuart                     | Giacomo I d'Inghilterra              |  |  |       |  |  |                      |  |  |                    |  |
|                                        |                           | Elisabetta Stuart                     | Anna di Danimarca                    |  |  |       |  |  |                      |  |  |                    |  |
| Elisabetta Carlotta del Palatinato     |                           | Elisabetta Stuart                     |                                      |  |  |       |  |  |                      |  |  |                    |  |
|                                        |                           | Guglielmo V d'Assia-Kassel            | Maurizio d'Assia-Kassel              |  |  |       |  |  |                      |  |  |                    |  |
|                                        |                           | Guglielmo V d'Assia-Kassel            | Maurizio d'Assia-Kassel              |  |  |       |  |  |                      |  |  |                    |  |
|                                        |                           | Guglielmo V d'Assia-Kassel            | Agnese di Solms-Laubach              |  |  |       |  |  |                      |  |  |                    |  |
| Carlotta d'Assia-Kassel                |                           | Guglielmo V d'Assia-Kassel            |                                      |  |  |       |  |  |                      |  |  |                    |  |
|                                        |                           | Amalia Elisabetta di Hanau-Münzenberg | Filippo Luigi II di Hanau-Münzenberg |  |  |       |  |  |                      |  |  |                    |  |
|                                        |                           | Amalia Elisabetta di Hanau-Münzenberg | Filippo Luigi II di Hanau-Münzenberg |  |  |       |  |  |                      |  |  |                    |  |
|                                        |                           | Amalia Elisabetta di Hanau-Münzenberg | Caterina Belgica di Nassau           |  |  |       |  |  |                      |  |  |                    |  |
|                                        |                           | Amalia Elisabetta di Hanau-Münzenberg |                                      |  |  |       |  |  |                      |  |  |                    |  |